# Bernard Hanon
Bernard Hanon, nacido el 7 de enero de 1932 en Bois-Colombes y fallecido el 10 de noviembre de 2021 en Neuilly-sur-Seine, es un ejecutivo de negocios francés, presidente y director ejecutivo de Renault de 1981 a 1985.

## Biografía

### Educación
Durante la Segunda Guerra Mundial, sus padres, judíos polacos, se exiliaron en África y luego en Palestina. En 1944, la familia regresó a París y Bernard Hanon estudió en el Liceo Louis-le-Grand.
Se graduó en HEC Paris y tiene un MBA de la Universidad de Columbia.

### Carrera
Se incorporó a la Régie Renault en 1959. Fue responsable de la comercialización de la filial americana hasta 1963, cuando la marca intentó en vano imponer su Renault Dauphine. Luego dejó la empresa por un tiempo para convertirse en profesor de economía en Columbia. Al regresar a Renault, en Francia, en 1966, se convirtió en jefe del departamento de estudios económicos y programación y luego director de TI y planificación. En 1972, basándose en su experiencia americana, al comprobar que el desarrollo del trabajo femenino llevaría a los hogares a adquirir un segundo automóvil, apoyó el lanzamiento del Renault 5 (R5), que fue un éxito. En 1976 pasó a ser subdirector general. Bajo su liderazgo, la empresa, entonces la marca líder en el continente europeo, invirtió 350 millones de dólares a finales de la década para adquirir el 46% de las acciones de American Motors Corporation, con la esperanza de fabricar automóviles franceses al otro lado del Atlántico; fue un fracaso y la adquisición pasó a Chrysler. Director general de Renault en 1980, fue nombrado por el gobierno del nuevo presidente François Mitterrand, en agosto de 1981, presidente y director general, para asumir el cargo en diciembre del mismo año, en sustitución de Bernard Vernier-Palliez. Bajo su mandato se llevaron a cabo varias reformas deseadas por el gobierno socialista, mientras que la CGT tenía una base fuerte en Renault (semana de 39 horas, quinta semana de permisos retribuidos, contratación de jóvenes, etc.). El número de empleados está aumentando considerablemente.
En 1983, el acuerdo firmado con Matra dio origen al Renault Espace del año siguiente, pero su lanzamiento tropezó con dificultades. El Renault Super cinq tampoco tuvo el éxito esperado.
Reelegido en julio de 1984, Bernard Hanon fue destituido durante su segundo mandato, en enero de 1985, tras el anuncio de un déficit récord para el año 1984 de 12,5 mil millones de francos, en el contexto del "punto de inflexión del rigor"; Le sustituye Georges Besse, que dirigirá una reestructuración de la empresa.
Luego creó una empresa de consultoría y luego se convirtió en presidente de la École nationale supérieure de création industrielle.
Bernard Hanon murió en 2021 a la edad de 89 años.